# Ligne de Touggourt à Hassi Messaoud
 (janvier 2023).
La ligne de Touggourt à Hassi Messaoud est une ligne du réseau ferroviaire algérien en construction dont la mise en service est prévue pour le premier trimestre 2023. Elle reliera la gare de Touggourt (dans la wilaya de Touggourt) à la nouvelle ville d'Hassi Messaoud et au pôle pétrolier d'Hassi Messaoud (dans la wilaya de Ouargla), dans le nord-est du Sahara algérien.
La ligne, d'une longueur de 150 km, sera le prolongement vers le sud de la ligne d'El Guerrah à Touggourt (dénommée ligne ferroviaire « Pénétrante Est ») ; cette ligne totalisera ainsi une longueur d'environ 560 km.

## Histoire
Les premiers travaux de construction de la ligne ferroviaire entre Touggourt et Hassi Messaoud ont débuté en janvier 2013,,. La ligne est déclarée d'utilité publique le 10 mai 2014 par le décret exécutif no 14-149.
En mai 2021, l'ANESRIF (maître d'œuvre du projet) annonce un taux d'avancement du projet de 71 %.
Elle sera mise en service au cours du premier trimestre 2023.

## La ligne

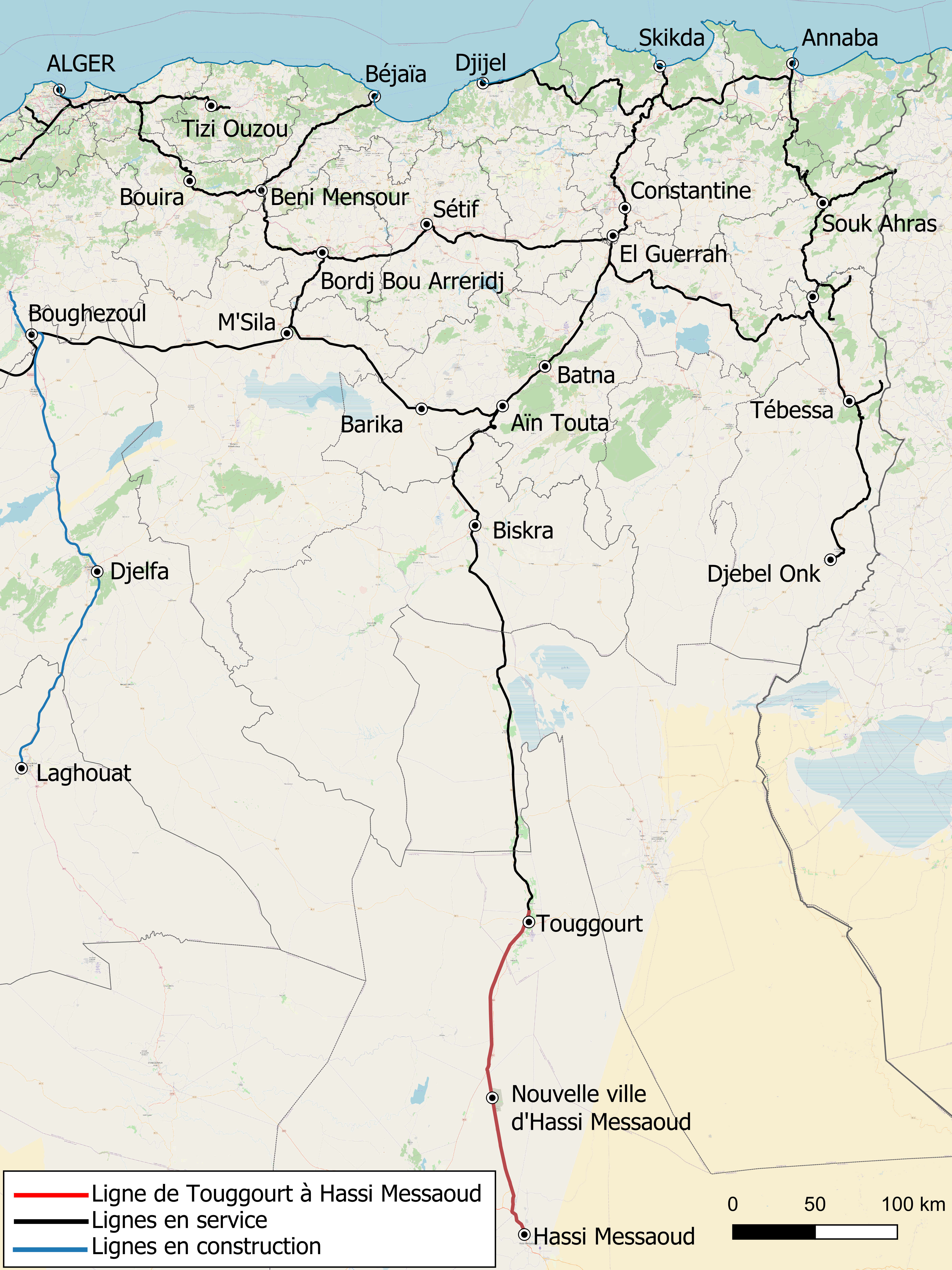
Localisation de la ligne de Touggourt à Hassi Messaoud dans le nord-est de l'Algérie.

### Caractéristiques de la ligne
La ligne, d'une longueur de 150 km, comporte une section à voie unique de 96 km et une section à double voies de 54 km. Elle est à écartement standard et n'est pas électrifiée,,.

### Tracé et profil
La ligne se débranche de la ligne d'El Guerrah à Touggourt à quelques kilomètres au nord de la ville de Touggourt qu'elle contourne par l'ouest. Elle se dirige vers le sud et longe la bordure ouest du Grand Erg oriental jusqu'à nouvelle ville d'Hassi Messaoud (à environ 75 km au sud de Touggourt) puis l'actuelle ville d'Hassi Messaoud (75 km plus au sud) sans rencontrer d'obstacles majeurs hormis certains oléoducs et gazoducs que la ligne a dû contourner.

### Ouvrages d'art
La ligne comportera onze ponts-rail, des passages souterrains destinés aux cheptels ainsi que structures de protection des pipelines,.

### Vitesses limites
La vitesse maximale des trains de voyageurs sera de 220 km/h et de 100 km/h pour les trains de marchandises,.

## Service ferroviaire
La ligne permettra le trafic voyageurs et de marchandises.

## Gares de la ligne
Outre la gare de Touggourt existante, la ligne comportera deux nouvelles gares ; la première desservira la nouvelle ville d'Hassi Messaoud et la seconde desservira le pôle pétrolier d'Hassi Messaoud.